# Polo Vallejo
Polo Vallejo (Madrid, 1959) es un compositor, pedagogo y etnomusicólogo español.
Realizó estudios superiores de piano, pedagogía y composición en el Real Conservatorio Superior de Música de Madrid y los amplió posteriormente en Hungría (Ezstergom), Italia (Academia Chigiana de Siena), Austria (Mozarteum y Orff-Institut) de Salzburgo y Francia (CNRS). Se doctoró en la Universidad Complutense de Madrid, donde participa como docente en los programas de doctorado. Creador de abundantes materiales para el aula de música, es formador en cursos internacionales de pedagogía e investigación musical en los cinco continentes. Profesor Honorífico del Conservatorio Estatal V. Sarajishvili de Tbilisi (Georgia), actualmente Profesor en el Máster de Interpretación Musical de la Escuela Superior de Música Reina Sofía (ESMRS) de Madrid y docente en los cursos universitarios online de la UNIR, fue asimismo miembro y consejero educativo y artístico de la Fundación Carl Orff de Diessen, Alemania, entre 2009 y 2021. Cofundador de la editorial Swanu Books ('libros bellos', inglés y cigogo, lengua vernácula de los wagogo de Tanzania) merecedora del 1.er Premio Nacional al libro mejor editado en 2016, categoría "Libros de Arte", concedido por el Ministerio de Educación, Cultura y Deporte. Creador, guionista y presentador de conciertos didácticos para audiencias muy variadas, sus composiciones son interpretadas por destacados solistas y ensemble internacionales. Compositor en residencia del 'Drumming Grupo de Percussâo' de Oporto, prepara la edición de un DVD dedicado a la integral de su música para percusión, así como, con la colaboración del coro de niños, jóvenes y CAMtoras de la Comunidad de Madrid, la publicación libro-CD de todos los materiales pedagógicos aplicados en el aula durante más de 30 años de docencia por todo el mundo.  

## Etnomusicología

### Tanzania
Después de viajes ininterrumpidos desde 1988 por el oeste de África recopilando músicas de Senegal, Gambia, Ghana, Burkina Faso, Camerún, Nigeria y Costa de Marfil, comienza en 1995 a visitar regularmente Tanzania para consagrarse al estudio de las polifonías vocales de los wagogo, cuya música ha grabado, transcrito, analizado y publicado. Fruto de sus investigaciones surge la tesis doctoral "Patrimonio Musical wagogo: contexto y sistemática", <Summa Cum Laude>, Premio Extraordinario de Doctorado 2005 y de Humanidades 2007 de la Cruma (Conferencia de Rectores de las Universidades de Madrid). 
En 2012, junto con el colectivo Samaki Wanne, lleva a cabo el documental Africa: The Beat (2012), dedicado a la vida y la música de los wagogo, con el que obtuvo premios y selecciones oficiales en Festivales Internacionales de Cine africano (Berlín, Los Ángeles, Montreal, Florencia, Zanzíbar, Nueva York, Virginia...). 
En 2016, publicó Acaba cuando llego (Swanu Books), una recopilación de los cuadernos de campo escritos en Tanzania entre 1995 y 2015. El libro, que combina textos con fotografías en blanco y negro de Carmen Ballvé e ilustraciones de los jóvenes wagogo de Nzali (Tanzania), obtuvo en 2017 el 1.er Premio al libro mejor editado en la categoría "Libros de Arte".

### Senegal
Entre 2010 y 2017, dirigió un programa iniciado entre el Goethe Institut de Dakar (Senegal) y la Fundación Orff de Diessen (Alemania), consistente en la formación del profesorado de música senegalés y que finalizó transformándose en un proyecto de investigación musical e integración social ubicado la remota región de Kédougou, fundamentado en la recopilación y estudio de los repertorios infantiles bedik, bassari, malinke de la región, publicado por Swanu Books en junio de 2019.

### Georgia
En 2006 comienza a visitar Georgia para conocer y estudiar in situ las polifonías vocales georgianas, participando en la edición de un primer CD con la discográfica Ocora-Radio France (Polyphonies Vocales Profanes et Sacrées). Colaborador habitual del Ensemble Basiani y del Centro Nacional del Folclore en Tbilisi al que asesora en el Black Sea International Music Festival, recibió en 2014 el título de 'Profesor Honorífico' del Conservatorio Estatal de Tbilisi, otorgado por el departamento de Etnomusicología y el International Research Center for Traditional Polyphony. En octubre de 2022 ha recibido la mayor distinción del 'Folklor State Center of Georgia' como reconocimiento a su labor de investigación sobre polifonías de Georgia.

## Discografía
Grabaciones de la polifonía de los wagogo:
- 2000: Chants Wagogo, París: Ocora/Radio France, C560155.
- 2001: Musiques rituelles Gogo, VDE/Gallo CD 1067. Ginebra: Musée d'ethnographie.
- 2002: Masumbi: musique de divertissement Wagogo, París: Ocora/Radio France, C560165.

Grabaciones de la polifonía de Georgia:
- 2012: Polyphonies vocales profanes et sacrées, París: Ocora/Radio France, 560240. Polo Vallejo, Simha Arom, Ensemble Basiani

Otras ediciones:
- 2019: Kédougou: Children's Songs and Games Bassari, Bedik & Malinke , Madrid, Swanu Books. Polo Vallejo & Group de Kédougou